# 산업재산권
산업재산권(産業財産權)은 법률에 의하여 등록하고 일정기간 독점적, 배타적으로 이용할 수 있는 산업적 이용가치가 있는 권리이다. 다른 말로는 지식재산권이라고도 한다.

## 종류
- 특허권
- 실용실안권
- 디자인권
- 상표권